# Lebu
Lebu (del mapudungún leuvu 'río') es una comuna y ciudad chilena de la zona sur de Chile, capital de la provincia de Arauco en la Región del Biobío y localizada 145 km al sur de la ciudad de Concepción, capital regional.
Integra el distrito electoral N.º 21 y pertenece a la 13.ª circunscripción senatorial.

## Etimología
La ciudad de Lebu debe su nombre a su río llamado por los mapuches «Leufu», que quiere decir «río», y que poco a poco fue castellanizándose pasando por «Leuvu», «Lebo», «Levo», «Leubu» o «Lebú», para quedar finalmente como «Lebu».

## Historia

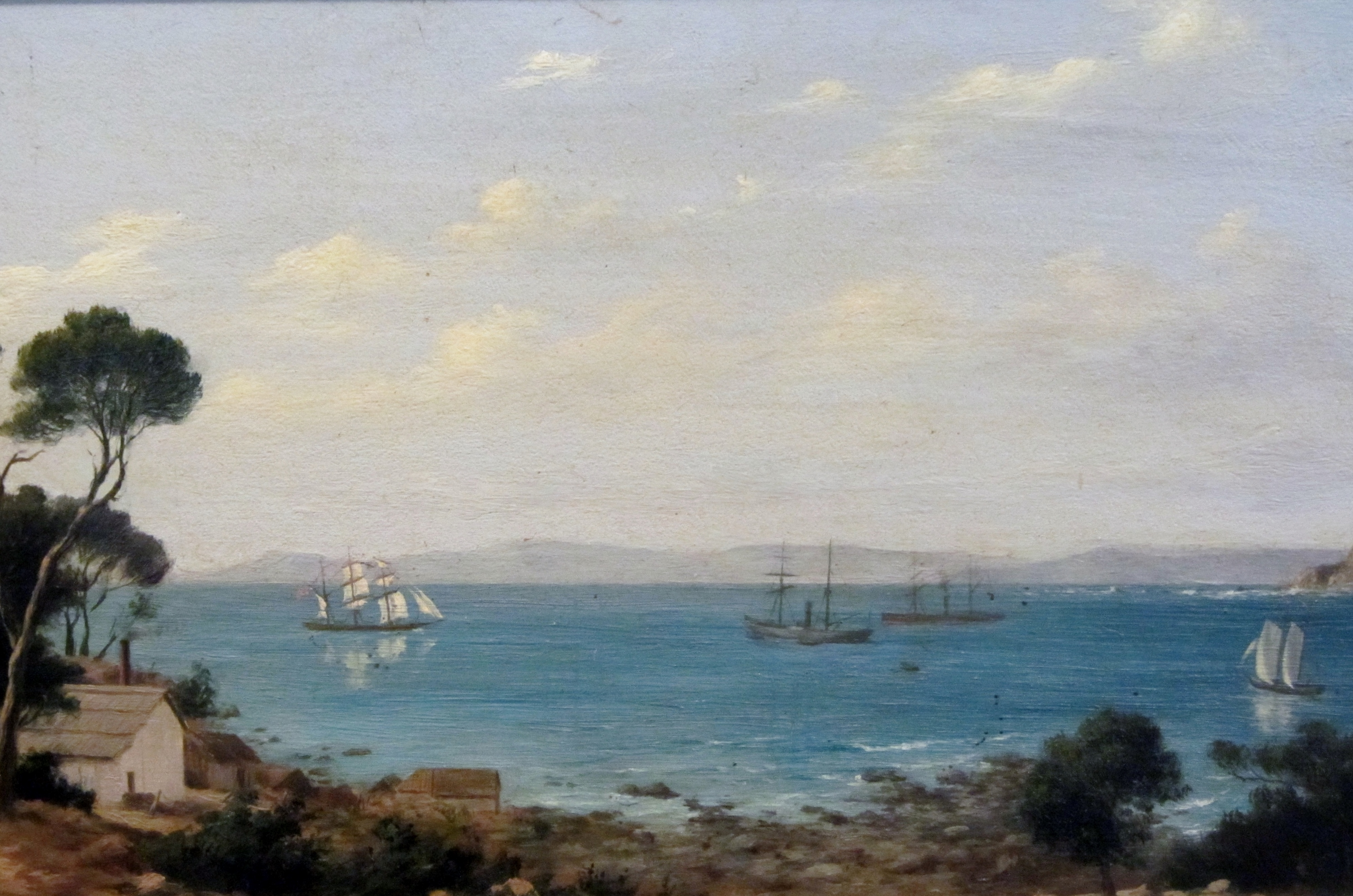
Puerto de Lebu, Onofre Jarpa (1877).

### Fundación
En el valle de Lebu, se fundó en 1604 el Fuerte de Santa Margarita de Austria, río arriba «a una legua larga» del mar. Durante la Guerra a Muerte, las selvas del Lebu dieron refugio a las fugitivas monjas trinitarias de Concepción.
Años más tarde, mientras se consolidaba la independencia de Chile, Benavides, derrotado definitivamente por los patriotas en Vegas de Saldías, buscó amparo en sus rincones, específicamente en las cavernas naturales que existían en el sector de Millaneco.
La ciudad de Lebu fue fundada el 8 de octubre de 1862, realizándose una solemne ceremonia de colocación de la primera piedra del Fuerte Varas, con el objeto de que en sus alrededores se levantara una población que atrajera a los numerosos colonos diseminados en el Valle del Río Lebu. El río fue considerado como la frontera natural entre los Estados Indómitos de Arauco y Tucapel y hasta mediados del siglo XIX marcó el límite de la penetración chilena en el territorio lafkenche, en la región histórica de la Araucanía. Posterior a ese periodo y como parte del proceso llamado como la colonización europea de la Araucanía, la ciudad recibió una importante cantidad de inmigrantes europeos, entre los que destacaron los vascos, británicos y franceses, quienes aportaron al desarrollo económico, educativo y social de la ciudad.

### Desarrollo de la minería
En 1852, se descubren las primeras vetas de carbón de piedra en su desembocadura y en sus riberas inmediatas, hecho que lleva al inicio de una importante actividad minera que dio origen a la fundación de Lebu en su margen sur, cerca de su desembocadura el mar, incorporando con ello definitivamente toda esa zona a la soberanía nacional. La ciudad de Lebu tuvo un rápido desarrollo: en 1869 fue designada capital del departamento de Lebu y, en 1875 capital de la provincia de Arauco.

 Lebu (Ciudad de).-—Capital de la provincia de Arauco y del departamento de su nombre. Yace en la margen austral del río del mismo título cerca de su desembocadura y bajo los 37° 35' Lat. y 73° 40' Lon. Por el lado sur la rodean pintorescas y suaves colinas y por el oeste las faldas orientales del morro de Tucapel. Sus calles son anchas y rectas. Contiene edificios de regular aspecto, una iglesia con la advocación de Santa Rosa, erigida en parroquial en 1869, un hospital, cuarteles militares, liceo de segunda enseñanza, cuatro escuelas gratuitas, oficinas de registro civil, correo y telégrafo, establecimientos industriales, &c. En su inmediación se explotan minas de carbón de piedra, y en la margen del río tiene buen fondeado y muelles, y astilleros para construcción de embarcaciones menores; su población es de 2,700 almas. Se fundó este pueblo el 2 de diciembre de 1862, constituyéndose al mismo tiempo un fuerte para su resguardo contra los indios salvajes de la comarca. Al año siguiente, en 9 de setiembre, se declaró habilitado su puerto para el comercio de cabotaje. Tuvo un rápido incremento, lo que le adquirió en 10 de enero de 1874 el título de ciudad, y el de capital de su provincia por la ley de 13 de octubre de 1875. El asiento que ocupa y sus contornos se notan también por otros hechos. Bajo el gobierno de Hurtado de Mendoza fueron por su orden reconocidos estos parajes por el capitán Francisco de Ulloa en la idea de fundar en esta parte á la antigua Cañete; pero no obtuvieron entonces esta preferencia, sino después, cuando despoblada esta ciudad, la restableció en ellos el Gobernador Qniroga en 1566 casi en el mismo punto de la actual ciudad de Lebu y la dejó al cargo del capitán Agustín de Ahumada, hermano de Santa Teresa. Asediada aquí por los indios fué finalmente abandonada en 1569. A principios de este siglo se levantó aquí un pequeño fuerte, que tampoco existió por mucho tiempo. Así abandonados estos parajes, no principiaron á tomar vida sino al constituirse en 1852 el territorio que los comprendía en el departamento de Arauco. Comprados á los indios los terrenos inmediatos, sus posesores Don Matías Rioseco y Martín Fígueroa descubrieron en 1854 las primeras minas de carbón de piedra. Cuatro años más tarde entraron éstas en buenos trabajos de explotación y los campos vecinos en cultivo; concurriendo esto y otras consiguientes empresas al establecimiento y medros de esta ciudad y sus contornos. Su nombre viene de leuvu, el río.
Francisco Solano Asta-Buruaga y Cienfuegos, Diccionario Geográfico de la República de Chile (1897) 

### SigloXX
Desde 1990 (al retorno de la democracia en Chile), Lebu experimenta un importante periodo de crecimiento en materia de infraestructura, nuevas calles, villas, centros educacionales y edificios públicos cambian en parte la antigua cara de la comuna. Todo esto gracias a la gestión edilicia de Walter Ramírez Urquieta, fallecido alcalde socialista y a los nuevos gobiernos que se iniciaban.

### Problemas económicos en elsigloXXI
Lamentablemente la comuna hoy se encuentra enfrentada a nuevas problemáticas, el carbón ya no es su principal motor económico y las actividades comerciales quedaron reducidas a la pesca artesanal, pequeño comercio, turismo, y actividades forestales que se realizan en sectores bastante apartados de la comuna. Esto produjo un aumento en el desempleo de la comuna, cuya etapa más crítica fue a inicios de 2010, coincidiendo con el terremoto de ese mismo año, en donde el porcentaje de habitantes en situación de pobreza llegó a un 39 %.
En Lebu muchas familias sobreviven solo con los subsidios y empleos de emergencia que otorga el Estado.

## Medio ambiente

### Geografía

Trazado simplificado de los ecosistemas y cuerpos de agua presentes en la comuna de Lebu.

La comuna de Lebu se encuentra emplazada en la unidad geomorfológica de Planicie marina o fluviomarina. Tiene 562,9 km², representa un 1,52 % de la superficie regional y un 0,07 % de la superficie nacional. Limita al norte con la comuna de Arauco, Los Álamos y Curanilahue, al oeste con el mar Chileno.
Cabe destacar que la Isla Mocha es el lugar más apartado que tiene la comuna y está aproximadamente a 92 km (50 millas) de distancia. La Isla cuenta con un camino que circunda su montaña central y otro que la atraviesa, pudiendo recorrerla en circuitos organizados por los lugareños.
Presenta según la clasificación climática de Köppen clima mediterráneo de lluvia invernal (Csb) y clima mediterráneo de lluvia invernal e influencia costera (Csb (i)). Esta además se halla entre las cuencas hidrográficas de Costeras entre el río Carampangue y río Lebu, Costeras e Islas entre el río Paicaví y la región del Biobío, Costeras del río Lebu y río Paicaví y río Lebu. Además, la comuna posee diversos cuerpos de agua, entre los que se destacan el río Curanilahue, río Curihuillin, río Lebu, río Pilpilco y río Quiapo.

### Ecología
Dentro del territorio de la comuna se pueden hallar los siguientes ecosistemas:
- Bosque caducifolio mediterráneo costero donde predominan Nothofagus obliqua y Gomortega keule (En peligro crítico)
- Bosque laurifolio templado costero donde predominan Aextoxicon punctatum y Laurelia sempervirens (En peligro)
- Bosque mixto mediterráneo-templado costero donde predominan Nothofagus dombeyi y Nothofagus obliqua (En peligro crítico)

### Medidas de protección ambiental y conflictos socioambientales
Hasta 2022, la comuna de Lebu cuenta con las siguientes zonas que poseen algún nivel de protección ambiental:
- AAVC Pitaos De La Isla (Iniciativa de Conservación Privada)[17]
- AAVC Sendero Las Lianas De Lebu (Iniciativa de Conservación Privada)[18]
- Área Marina Isla Mocha (Sitios Ley 19.300)[19]
- Humedal Laguna Amalia (Humedal urbano)[20]
- Humedal Laguna Santa Fe (Humedal urbano)[21]
- Humedal Lebu Norte (Humedal urbano)[22]
- Parque Eólico de Lebu (Iniciativa de Conservación Privada)[23]
- Reserva Nacional Isla Mocha (Reserva Nacional)[24]

## Demografía

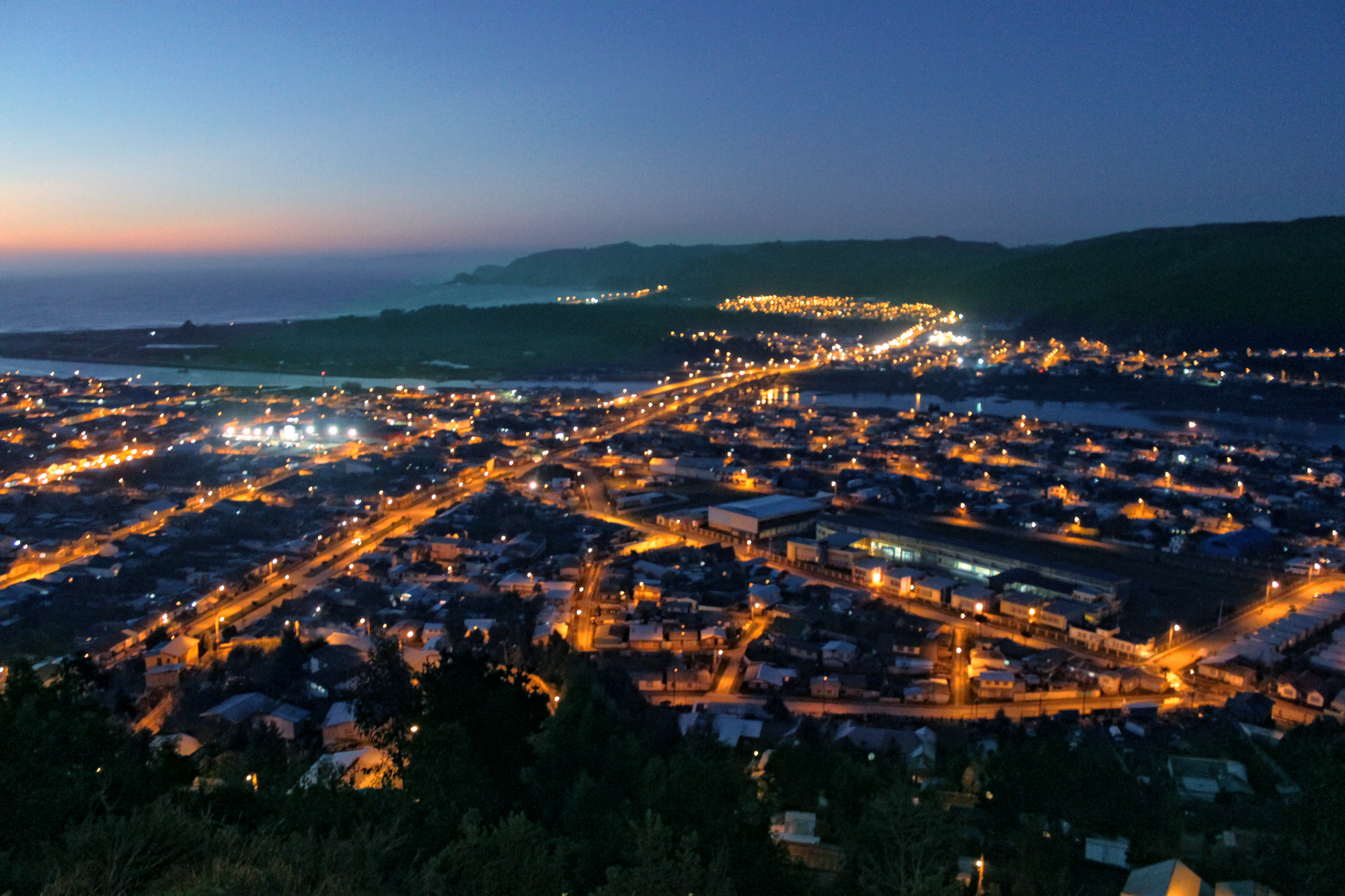
Panorámica nocturna de Lebu.

26 509 habitantes según la última estimación del INE entregada a la SUBDERE. Dicha cifra comprende una mayoría urbana, donde el radio urbano de Lebu comprende 20.838 habitantes, el resto es población rural.
Además de los sectores costeros, en Lebu hay otras localidades como Santa Rosa (1153 hab).

## Administración

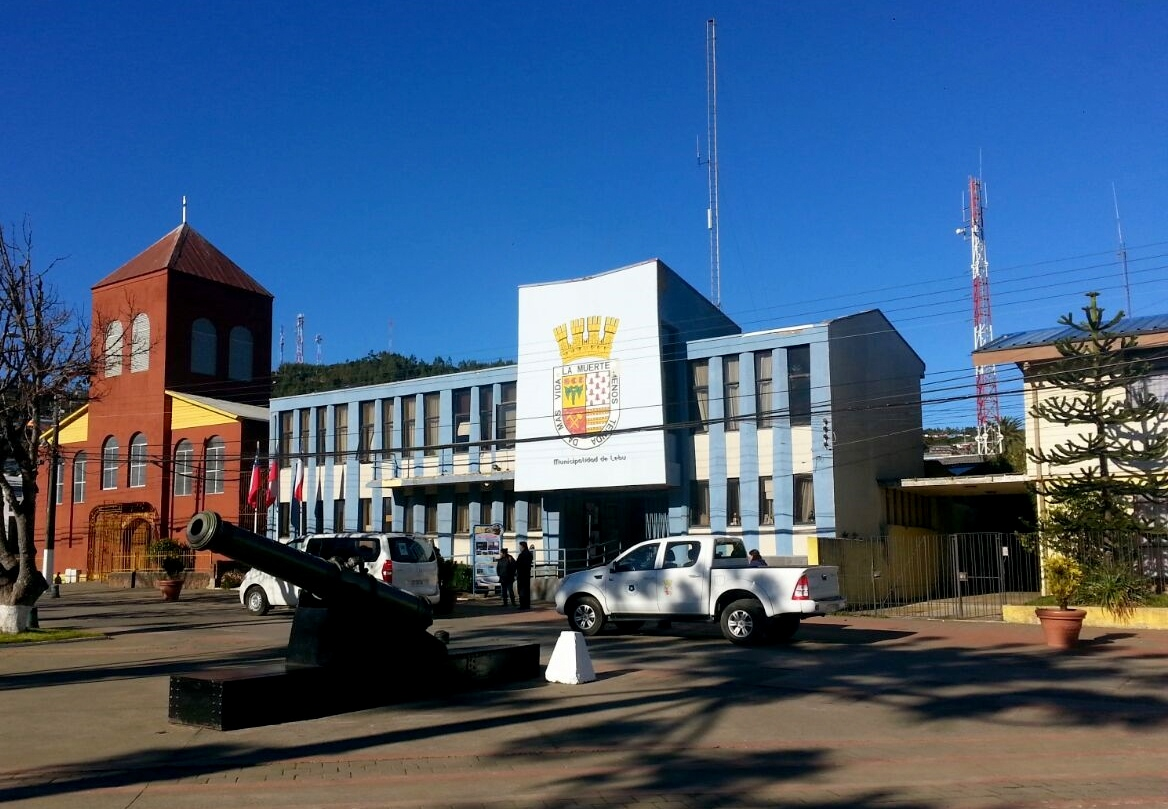
Edificio consistorial de la Ilustre Municipalidad de Lebu a un costado de la Parroquia Santa Rosa de Lima.

### Municipalidad
Desde las elecciones presidenciales de 1989, la comuna se mostró fuertemente inclinada a los candidatos(as) de la Concertación de Partidos por la Democracia. Conglomerado que a nivel local dominó el municipio con amplias mayorías desde 1992 hasta 2012.
En las elecciones municipales de 1996 causó especial sorpresa la elección de un Concejo Municipal controlado exclusivamente por la Concertación y el Partido Comunista, la gran votación obtenida por el candidato electo alcalde, Aldo Pinto (PPD) y Walter Ramírez (PS) dejó sin representantes a la Alianza por Chile.
El 2004 el candidato a alcalde socialista, Carlos González Anjarí obtuvo el triunfo con un 45,15% de las preferencias por sobre otros tres candidatos y se mantiene en el puesto por dos periodos consecutivos. 
El año 2012 el concejal Cristián Abel Peña, (ex demócrata cristiano) decide enfrentar a la Nueva Mayoría y a la Alianza, postulándose como candidato independiente y resulta elegido alcalde con un 60,40 % de los votos. En 2016 logra ser reelecto con un 66,8% de las preferencias. En 2021 es reelecto por segunda vez consecutiva con el 72,72% de los votos. Por lo establecido en la Ley N°23.238, los alcaldes pueden ser reelectos en dos ocasiones como máximo, en consecuencia, es el último periodo permitido para el alcalde electo.
Para el periodo 2021-2025, los concejales de la comuna de Lebu son:
- Francisco Yévenes Núñez (PCCh)
- Yorsi González Castro (Ind./PR)
- Edith Soto Flores (Ind./PR)
- Felipe Peña Aguayo (Ind./DC)
- Carlos González Arcos (Ind./PS)
- Felipe Saavedra Mella (RD)

### Representación Parlamentaria
Además, la comuna pertenece al distrito electoral N.º 21, el cual es representado en la Cámara de Diputados del Congreso Nacional por los diputados Flor Weisse (UDI), Clara Sagardía (Independiente), Karen Medina (Partido de la Gente), Joanna Pérez (Partido Demócratas) y Cristóbal Urruticoechea (IND). A su vez, la comuna pertenece a la Circunscripción 10 (Biobío), la cual es representada en el Senado por los senadores Gastón Saavedra Chandía (PS), Sebastián Keitel del Partido Evolución Política, Enrique Van Rysselberghe (UDI) .

## Economía
En 2018, la cantidad de empresas registradas en Lebu fue de 150. El Índice de Complejidad Económica (ECI) en el mismo año fue de -0,2, mientras que las actividades económicas con mayor índice de Ventaja Comparativa Revelada (RCA) fueron Pesca Artesanal y Extracción de Recursos Acuáticos, incluyendo Ballenas (369,79), Reparación de Embarcaciones Menores (93,04) y Hoteles (38,32).
Según los últimos datos entregados en 2006 por la Subsecretaría de Desarrollo Regional al municipio de Lebu, quedó confirmado que el presupuesto comunal por habitante es de 73 000 CLP (aprox. 130 USD al cambio de agosto de 2006).
La encuesta CASEN 2011 reveló que el 34.3 % de los habitantes de Lebu vive bajo la línea de la pobreza.

### Pesca
Una de las principales actividades económicas de la ciudad es la pesca artesanal, de cuya extracción y posterior comercialización depende un porcentaje importante de habitantes de la comuna.

### Turismo

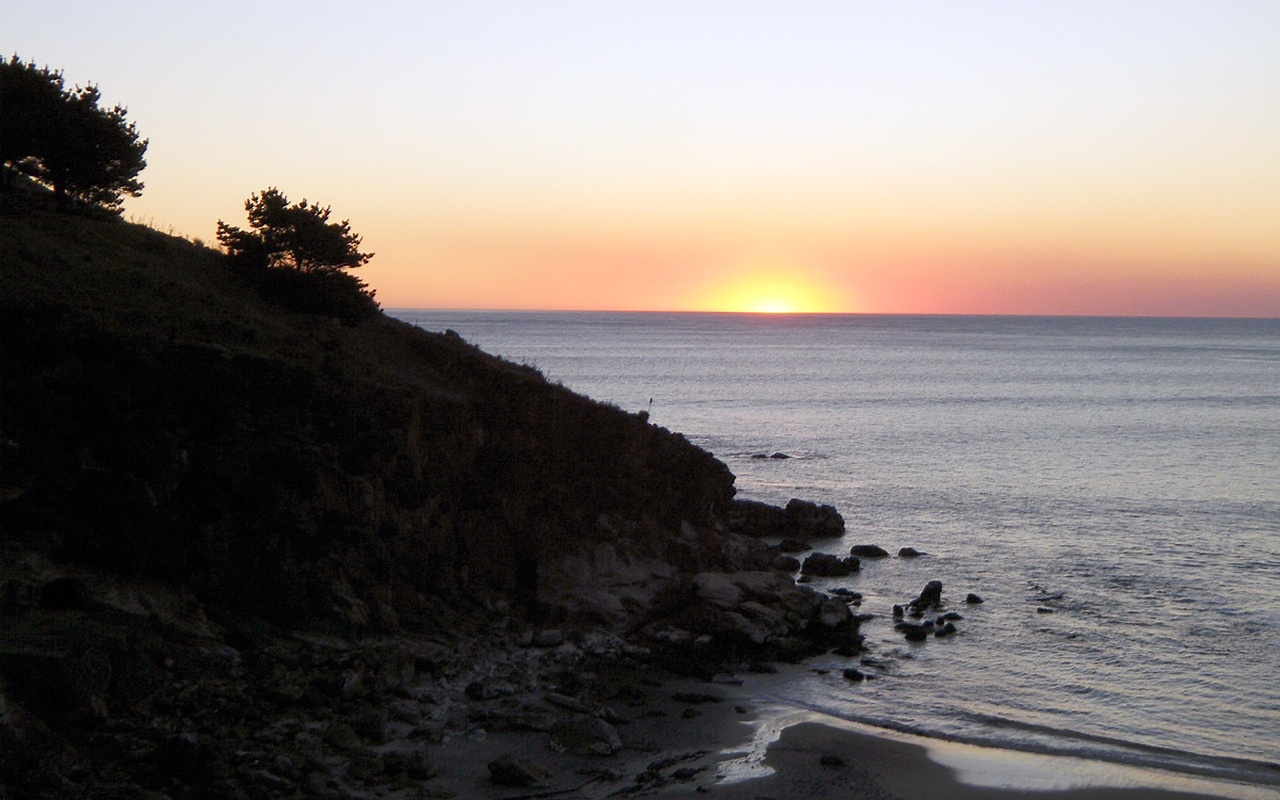
Atardecer en la playa de Lebu.

Entre los principales atractivos turísticos de la comuna está la Caverna de Benavides, ubicada a 3 km al norte del centro de la ciudad, en el sector turístico Millaneco. Es una formación rocosa natural de grandes dimensiones y que en el tiempo de los inicios de la República de Chile sirvió como guarida al montonero realista Vicente Benavides, quien escondía en las grutas de esta caverna lo robado a los hacendados de la zona. La plaza de Armas contiene dos monumentos históricos nacionales: dos de los cuatro cañones fabricados por Johannes Espinoza en el Virreinato del Perú y "El Niño Pez", una fuente de agua con la imagen de un niño tritón donada por Benjamín Vicuña Mackenna.
Otros atractivos turísticos son los siguientes:
- Isla Mocha
- Piedra Bramido del Toro
- Playa Morhuilla
- Playa Millaneco
- Playa Grande
- Boca Lebu
- Mirador Cerro La Cruz
- Chiflón Fortuna
- Museo Minero de Lebu
- Museo Histórico de Lebu
- Museo Tamaya

### Energías renovables
La comuna es conocida popularmente como "ciudad del viento", por lo que, en consecuencia, desde comienzos del siglo XXI ha comenzado el desarrollo para la generación de energía eólica. El Parque Eólico Lebu-Toro es el primer parque eólico de la comuna. Fue inaugurado en 2009 y se encuentra conectado al Sistema Interconectado Central (SIC) a través de la Subestación Eléctrica Santa Rosa, contribuyendo así a la generación de energías renovables en Chile. Por otra parte, también se han visto esfuerzos por parte de las políticas públicas para fomentar los aerogeneradores domésticos para autoconsumo, favorecidos con la Ley 20.571 de Generación Ciudadana.

## Servicios

### Educación
En Lebu, la mayoría de los establecimientos educacionales dependen totalmente del municipio, con excepción de la escuela primaria "Cerro La Cruz" que es subvencionada.
La educación secundaria está a cargo de tres establecimientos: El Liceo Bicentenario Isidora Ramos de Gajardo (de enseñanza científico-humanista) que fue parte del proyecto Montegrande, siendo uno de los 51 mejores liceos públicos del país y en el 2012 es seleccionado junto a otros 59 liceos del país en el Proyecto Bicentenario; el liceo politécnico Dr. Rigoberto Iglesias (de enseñanza técnico-profesional) y el Colegio Fresia Graciela Müller Ruiz, que se integró el año 2014 como un nuevo liceo científico humanista de la comuna.
En cuanto a educación superior, el Centro de Educación y Capacitación de la Universidad Católica del Norte (Ceduc UCN) es la única institución existente, con una limitada oferta de carreras. Por esa razón, cada año muchos jóvenes de la zona emigran hacia los principales centros urbanos, dentro y fuera de la región, para continuar con sus estudios superiores.

## Cultura
Todos los veranos, desde el año 2001 se realiza el Festival Internacional de Cine de Lebu, al interior de la caverna.
La comuna cuenta con tres museos: El Museo Minero de Lebu, que almacena piezas relacionadas con la historia de la minería del carbón de piedra en la zona; el Museo Tamaya, inaugurado en 1998, orientado a la historia natural de la comuna y de la provincia, y el Museo Arqueológico Etnográfico e Histórico de Punta Morhuilla.
Además, anualmente, se realiza el Concurso literario Gonzalo Rojas Pizarro, certamen literario de carácter internacional que es organizado por el Club de amigos de la Biblioteca Municipal de Lebu, Samuel Lillo Figueroa, y patrocinado por el Gobierno Regional de la Región del Biobío, la Municipalidad de Lebu e Impresos Lebu. Entre sus ganadores se nombran escritores tales como Alejandro Pla (España), José Baroja (Chile), Daniel Matul (Guatemala), Boris Rozas (Argentina), entre otros.
Lo anterior propició la aparición de dos revistas de carácter literario-artístico: Chonchón y Sudras y Parias. Así también, durante los años 2018 y 2019, la realización del I y el II Encuentro latinoamericano de poetas y narradores en Lebu, eventos que contaron con la presencia de autores de la Provincia de Arauco y de México, El Salvador y España, entre otros.

## Transporte
En lo que respecta al transporte público, dentro del área comunal circulan diariamente líneas de taxis colectivos que conectan en sus recorridos principalmente las zonas periféricas urbanas con el centro de la ciudad. En relación con el transporte interurbano, desde los terminales de buses ubicados en el centro comunal, diferentes líneas de buses realizan servicios directos con frecuencias diarias hacia Cañete, Concepción, Angol, Temuco, Santiago e intermedios.